# Victor de Broglie
Achille-Charles-Léonce-Victor, 3. vévoda de Broglie (1. prosince 1785 v Paříži - 25. ledna 1870 tamtéž) byl francouzský státník a diplomat.

## Život
Victor de Broglie, syn generála Claude-Victora de Brogliea, popraveného roku 1794 byl v době prvního císařství členem Státní rady, auditorem, vojenským intendantem v Illyrii a poté ve Valladolidu, později byl atašé a vyslanecký rada ve Vídni, Praze a Varšavě. Roku 1814 byl jmenován pairem. Zde vystupoval nekompromisně liberálně a v procesu proti maršálu Neyovi hlasoval za „nevinen“. V komoře pairů bojoval proti reakční politice restaurace a hájil jako blízký spojenec Guizota a jeho tzv. doktrinářů, vidinu liberální konstituční monarchie. Po revoluci roku 1830 byl jmenován 30. července 1830 provizorním ministrem vnitra a 2. srpna 1830 ministrem kultury a předsedou Státní rady, ale již v listopadu spolu s ostatními doktrináři odstoupil. Od října 1832 do dubna 1834 a od listopadu 1834 do února 1836 byl ministrem zahraničí Francie. Současně od března 1835 do února 1836 byl i francouzským ministerským předsedou. Roku 1847 byl jmenován francouzským vyslancem v Londýně, ale po revoluci 1848 byl odvolán. V květnu 1849 byl zvolen za poslance Národního shromáždění, kde se stal vůdcem pravice. V lednu 1851 stal se předsedou bezpečnostního výboru parlamentu a prosazoval změnu ústavy. Proti státnímu převratu 2. prosince 1851 protestoval a odstoupil ze všech funkcí. Následně se zcela stáhl z veřejného života. Od roku 1855 byl členem Francouzské akademie. Roku 1816 se jeho manželkou stala Albertina (1797-1839) jediná dcera madamme de Staël. V manželství se narodily čtyři děti. Victor de Broglie též vydal posmrtně paměti (Memoires) své tchyně de Staël (1818).

## Dílo
- Sur Othello et sur l'état de l'art dramatique
- Écrits et discours, 3 svazky
- Vues sur le gouvernement de la France
- Le libre échange et l'impôt
- Souvenirs, 4 svazky